# Partners (sitcom de 2012)
Partners é uma sitcom americana criada por David Kohan e Max Mutchnick, conhecidos mundialmente pela série Will & Grace. É a terceira tentativa dos produtores de lançar o projeto. O episódio piloto foi aprovado pelo canal CBS em 2011 e teve seu primeiro trailer divulgado em 18 de maio de 2012, no "upfront" oficial do canal, integrando a rede na fall season do mesmo ano.
No dia 16 de novembro de 2012 a sitcom foi cancelada abruptamente, devido a baixa audiência. O último episodio foi exibido em 12 de novembro.

## Sinopse
A comédia mostra a vida de dois arquitetos, Charlie (David Krumholtz) e Louie (Michael Urie). Próximo à Will & Grace, Louie é gay e tem um caso com Wyatt (Brandon Routh), mas teme perder sua amizade com Charlie quando o amigo se casa com Ali (Sophia Bush). 
A série é considerada um remake da original, transmitida pela Fox entre 1995 e 1996, porém é também baseada na vida dos criadores, já que David Kohan é héterossexual e Max Mutchnick não. 

## Elenco
| Ator            | Papel   |
| --------------- | ------- |
| David Krumholtz | Charlie |
| Michael Urie    | Louie   |
| Sophia Bush     | Ali     |
| Brandon Routh   | Wyatt   |